# Binwell Sinyangwe
 (mai 2014).
Si vous disposez d'ouvrages ou d'articles de référence ou si vous connaissez des sites web de qualité traitant du thème abordé ici, merci de compléter l'article en donnant les références utiles à sa vérifiabilité et en les liant à la section « Notes et références ».
Binwell Sinyangwe est un écrivain zambien né en 1956.
Il étudia l’économie industrielle à Bucarest.

## Œuvres
- A Cowrie of Hope (African Writers Series), 2000
- Quills of Desire (Public Policy Series),  2001